# Казгулов, Алпысбай Нагметович
Албай Нагметович Казгулов (род. 25 сентября 1958, Аральск, Кзыл-Ординская область) — казахский художник.

## Биография
Родился 25 сентября 1958 года в городе Аральске Кызылординской области в семье энергетика рыбного хозяйства.
В 1980 году окончил художественно-графический факультет Казахского педагогического института имени Абая.
Член Союза художников Казахстана и Правления Союза художников Казахстана. С 1978 года принимает участие в выставках профессиональных мастеров изобразительного искусства республиканского и международного уровней. Неоднократно участвовал в симпозиумах художников. Также принимал участие на выставках за рубежом: в России, Японии, Нидерландах, Бельгии, Китае, Турции, Великобритании. Около десяти персональных выставок прошли в различных культурных центрах Казахстана. Отдельные картины были переданы им в дар в столичный Музей современного искусства, Президентский культурный центр, Государственный музей искусств им. А. Кастеева, Национальный музей Республики Казахстан в Астане. Многие картины находятся в отечественных и зарубежных частных коллекциях. Организовал и провел около десяти пленэров для молодых художников Казахстана. Участвовал в различных благотворительных акциях.
В 2003 году в Праге был награждён Европейской унией искусств за большой вклад в мировое искусство — почетной премией им. Масарика. Работает в стиле абстракционизма и сюрреализма. 
Хобби — коллекционирование картин выдающихся художников.
В 2007 году вышла его книга-альбом «Алпысбай Казгулов. Живопись». 208-страничный альбом опубликован в издательстве «Апрель» тиражом в 2100 экземпляров. 

Предисловие к альбому написал знаменитый писатель, классик мировой литературы, Чингиз Айтматов:
Впервые картины Алпысбая Казгулова мне довелось увидеть больше десяти лет назад - в марте 1996 года в Брюсселе, - говорится в предисловии. - Его картины — очень современные и в то же время пронизанные народным духом, любовью к Родине, уважением к Матери-Земле — понравились сразу. Там же, на выставке, мы и познакомились.
 Мне приглянулся этот человек: картины не обманули — он действительно мыслит современно, и в то же время вполне традиционно. Произведения, принадлежащие его кисти, очень «модернистские» по форме, но темы, которые в них затрагиваются, стары как мир: Зачем мы живем? Что есть любовь? Дух или материя? Человек — часть природы или её венец? Искусство берет на себя такую смелость: бесконечно задавать одни и те же извечные вопросы. Большое искусство дает на них ответы, - считает Чингиз Айтматов, рассуждая о творчестве А.Казгулова.
Известные работы
Как отмечают искусствоведы, в произведениях Алпысбая Казгулова в легкой и изящной манере тонко передана целая палитра ярких впечатлений автора. Грамотно выстроенная композиция и точная передача настроения и состояния души - неповторимый почерк и индивидуальный стиль автора. Художник акцентирует внимание не только на внешней обыденности, красоте и грации, а также оставляет простор для фантазии и воображения. Таким образом, яркие воспоминания о беззаботной юности нашли отражение в таких жизнерадостных работах, как «Аул моего детства», «Дом моей бабушки», «Схватка», «Игра», «Наш двор», «Жаркий день». Безграничные степные просторы, знакомые всем казахстанцам живописные природные достопримечательности в мельчайших деталях можно разглядеть на картинах «Поход на Чарынский каньон», «Молодость Капчагая», «Степная мелодия», «У родника», «Дом в Коктюбе», «Вечер в Аральске», «У священной стены Туркестана».
В свою очередь, самобытные национальные традиции и обычаи также во всех красках и пестроте и насыщенности цветов буквально оживают на полотнах «Аламан байга», «Ловля лошади», «Охота», «Беркутчи», «Охотник и птица», «Великий шелковый путь», «Кочевники», «Проводы невесты», «Красавицы», «Караван». Целую мелодраматическую историю развития романтических отношений можно проследить в творениях «Счастливые», «Ожидание», «Свет из окна», «Встреча в сумерках», «Влюбленные», где трогательно переданы моменты зарождающихся светлых чувств и первых свиданий молодой пары. Прекрасные лирические женские образы воспеваются в портретах «Девушка в белом», «Художница», «Спящая красавица», «Девушка в красном платье», «Красавицы», «Подруги». Реалистичные сцены повседневной жизни картин «Неожиданная встреча», «Полдень. Жара», «Зной», «Лунный вечер», «Осенний мотив» навевают мысли о любовании природой и окружающим миром. В футуристических абстрактных произведениях «Фейерверк», «Столкновение», «Возрождение», «Вечерний полет», «Полет из космодрома», «Пришельцы» особенно заметно мастерство владения кистью.

### Государственные награды
- Заслуженный деятель Казахстана (2013 год)
- Орден «Парасат» (Благородство) (2018 год)